# Brad Davis (baloncestista)
Bradley Ernest "Brad" Davis (Monaca, Pensilvania, 17 de diciembre de 1955) es un exjugador y entrenador de baloncesto estadounidense que jugó 15 temporadas en la NBA. Con 1,90 metros de altura, lo hacía en la posición de base. Es hermano del también exbaloncestista Mickey Davis.

## Trayectoria deportiva

### Universidad
Jugó durante tres temporadas con los Terrapins de la Universidad de Maryland, en las que promedió 12,2 puntos, 5,1 asistencias y 3,1 rebotes por partido. En su primera temporada fue incluido en el segundo mejor quinteto de rookies de la Atlantic Coast Conference, tras promediar 12,6 puntos y 4,6 asistencias por encuentro.

### Profesional
Fue elegido en la decimoquinta posición del Draft de la NBA de 1977 por Los Angeles Lakers, donde en su primera temporada como profesional se encontró con el puesto de base ocupado por Norm Nixon, jugando en tan sólo 33 partidos de la temporada regular, en los que promedió 2,5 puntos y 2,5 asistencias. Nada más comenzada la temporada 1978-79 fue despedido por los Lakers, continuando la temporada en los Great Falls Sky de la WBA. En febrero de 1979 firmó por Indiana Pacers como agente libre, jugando allí hasta el final de la temporada.
Al año siguiente comenzó la temporada en Alaska, en los Anchorage Northern Knights de la CBA, hasta que fue llamado por Utah Jazz, con los que ficharía hasta el final de la temporada. Tenía pensado dejar el baloncesto y terminar su carrera universitaria, pero fue persuadido por Bob Weiss, entrenador asistente de los Dallas Mavericks para que fichara por su equipo. Llegó a una franquicia nueva, en su primera temporada en la liga, y rápidamente se hizo con el puesto de base titular. En su primera campaña con los Mavs promedió 11,2 puntos y 6,9 asistencias por partido, sus mejores números como profesional hasta ese momento. Al año siguiente se consolidó en su puesto, y en las dos siguientes se colocó entre los diez mejores pasadores de la liga, promediando 7,2 y 6,9 asistencias respectivamente.
En la temporada 1986-87 cedió su puesto de titular a Derek Harper, pero siguió aportando a su equipo. Esa temporada, con menos de 20 minutos en pista por partido, promedió 7,0 puntos y 4,5 asistencias. Jugó 5 temporadas más en el equipo, retirándose al término de la temporada 1991-92. Pocos meses después, fue el primer jugador de los Mavs que vio colgada su camiseta de lo alto del pabellón, siendo retirado su número 15 retirado. Fue el último jugador de la plantilla de la primera temporada de los Mavericks en retirarse, permaneciendo en el equipo 8 años más que ningún otro jugador de aquella plantilla de la temporada 1980-81. Es uno de los únicos 15 jugadores que han completado 15 temporadas en la NBA.

## Estadísticas de su carrera en la NBA

### Temporada regular
| Temporada | Edad | Equipo             | Liga | P   | TIT | MIN  | TC  | TCA | %TC  | 3P  | 3PA | %3P  | TL  | TLA | %TL  | R.OF. | R.DEF. | REB | ASIS | ROB | TAP | PER | FP  | PTS  |
| 1977-78   | 22   | Los Angeles Lakers | NBA  | 33  |     | 10.1 | 0.9 | 2.2 | .417 |     |     |      | 0.7 | 0.9 | .759 | 0.1   | 0.9    | 1.1 | 2.5  | 0.5 | 0.1 | 1.1 | 1.2 | 2.5  |
| 1978-79   | 23   | TOTAL              | NBA  | 27  |     | 11.0 | 1.1 | 2.0 | .564 |     |     |      | 0.6 | 0.9 | .696 | 0.0   | 0.6    | 0.6 | 1.9  | 0.6 | 0.1 | 0.6 | 1.2 | 2.9  |
| 1978-79   | 23   | Los Angeles Lakers | NBA  | 5   |     | 13.0 | 1.6 | 2.2 | .727 |     |     |      | 0.6 | 0.8 | .750 | 0.0   | 0.2    | 0.2 | 1.8  | 0.4 | 0.0 | 1.2 | 2.0 | 3.8  |
| 1978-79   | 23   | Indiana Pacers     | NBA  | 22  |     | 10.6 | 1.0 | 2.0 | .523 |     |     |      | 0.6 | 0.9 | .684 | 0.0   | 0.7    | 0.7 | 2.0  | 0.6 | 0.1 | 0.5 | 1.0 | 2.7  |
| 1979-80   | 24   | TOTAL              | NBA  | 18  |     | 14.9 | 1.9 | 3.5 | .556 | 0.0 | 0.1 | .000 | 0.7 | 0.9 | .813 | 0.2   | 0.7    | 0.9 | 2.8  | 0.7 | 0.1 | 0.8 | 1.6 | 4.6  |
| 1979-80   | 24   | Indiana Pacers     | NBA  | 5   |     | 8.6  | 0.4 | 1.4 | .286 | 0.0 | 0.0 |      | 0.6 | 0.8 | .750 | 0.0   | 0.4    | 0.4 | 1.0  | 0.6 | 0.0 | 0.6 | 1.4 | 1.4  |
| 1979-80   | 24   | Utah Jazz          | NBA  | 13  |     | 17.3 | 2.5 | 4.3 | .589 | 0.0 | 0.1 | .000 | 0.8 | 0.9 | .833 | 0.3   | 0.8    | 1.2 | 3.5  | 0.8 | 0.1 | 0.8 | 1.6 | 5.8  |
| 1980-81   | 25   | Dallas Mavericks   | NBA  | 56  |     | 30.1 | 4.1 | 7.3 | .561 | 0.1 | 0.3 | .176 | 2.9 | 3.6 | .799 | 0.5   | 2.2    | 2.7 | 6.9  | 0.9 | 0.2 | 2.2 | 2.8 | 11.2 |
| 1981-82   | 26   | Dallas Mavericks   | NBA  | 82  | 82  | 31.9 | 4.8 | 9.4 | .515 | 0.2 | 0.6 | .286 | 2.3 | 2.8 | .804 | 0.4   | 2.3    | 2.8 | 6.2  | 0.9 | 0.1 | 1.9 | 2.7 | 12.1 |
| 1982-83   | 27   | Dallas Mavericks   | NBA  | 79  | 78  | 29.4 | 4.5 | 7.9 | .572 | 0.1 | 0.5 | .256 | 2.4 | 2.8 | .845 | 0.4   | 2.1    | 2.5 | 7.2  | 1.0 | 0.1 | 1.8 | 2.2 | 11.6 |
| 1983-84   | 28   | Dallas Mavericks   | NBA  | 81  | 81  | 32.9 | 4.3 | 8.0 | .530 | 0.1 | 0.5 | .184 | 2.5 | 2.9 | .836 | 0.5   | 1.8    | 2.3 | 6.9  | 1.2 | 0.2 | 2.0 | 2.7 | 11.1 |
| 1984-85   | 29   | Dallas Mavericks   | NBA  | 82  | 82  | 31.0 | 3.8 | 7.5 | .505 | 0.6 | 1.4 | .409 | 1.9 | 2.2 | .888 | 0.5   | 1.9    | 2.4 | 7.1  | 1.1 | 0.1 | 1.5 | 2.7 | 10.1 |
| 1985-86   | 30   | Dallas Mavericks   | NBA  | 82  | 43  | 24.0 | 3.3 | 6.1 | .532 | 0.4 | 1.1 | .360 | 2.4 | 2.8 | .868 | 0.3   | 1.5    | 1.8 | 5.7  | 0.7 | 0.2 | 1.3 | 2.1 | 9.3  |
| 1986-87   | 31   | Dallas Mavericks   | NBA  | 82  | 6   | 19.3 | 2.4 | 5.3 | .456 | 0.4 | 1.3 | .302 | 1.8 | 2.1 | .860 | 0.3   | 1.1    | 1.4 | 4.5  | 0.8 | 0.1 | 1.4 | 1.9 | 7.0  |
| 1987-88   | 32   | Dallas Mavericks   | NBA  | 75  | 12  | 19.7 | 2.8 | 5.5 | .501 | 0.4 | 1.0 | .405 | 1.2 | 1.4 | .843 | 0.2   | 1.1    | 1.4 | 4.0  | 0.7 | 0.2 | 1.2 | 2.0 | 7.2  |
| 1988-89   | 33   | Dallas Mavericks   | NBA  | 78  | 4   | 17.9 | 2.3 | 4.9 | .483 | 0.4 | 1.3 | .314 | 1.3 | 1.6 | .805 | 0.2   | 1.2    | 1.4 | 3.1  | 0.6 | 0.2 | 1.2 | 1.9 | 6.4  |
| 1989-90   | 34   | Dallas Mavericks   | NBA  | 73  | 2   | 17.7 | 2.5 | 5.0 | .490 | 0.5 | 1.4 | .337 | 1.1 | 1.4 | .770 | 0.2   | 1.1    | 1.3 | 3.3  | 0.6 | 0.1 | 1.2 | 2.1 | 6.4  |
| 1990-91   | 35   | Dallas Mavericks   | NBA  | 80  | 6   | 17.8 | 2.0 | 4.7 | .426 | 0.3 | 1.1 | .259 | 1.1 | 1.5 | .771 | 0.2   | 1.3    | 1.5 | 2.9  | 0.6 | 0.2 | 1.0 | 2.7 | 5.4  |
| 1991-92   | 36   | Dallas Mavericks   | NBA  | 33  | 0   | 13.0 | 1.2 | 2.6 | .442 | 0.2 | 0.5 | .278 | 0.3 | 0.5 | .733 | 0.1   | 0.9    | 1.0 | 2.0  | 0.3 | 0.1 | 0.8 | 1.7 | 2.8  |
| Total     |      |                    | NBA  | 961 | 396 | 23.2 | 3.1 | 6.1 | .510 | 0.3 | 0.9 | .321 | 1.7 | 2.1 | .828 | 0.3   | 1.5    | 1.8 | 4.9  | 0.8 | 0.2 | 1.4 | 2.2 | 8.2  |

### Playoffs
| Temporada | Edad | Equipo           | Liga | P  | MIN | TCA | TC  | 3PA | 3P | TLA | TL | R.OF. | REB | ASIS | ROB | TAP | PER | FP | PTS | %TC  | %3P  | %FT  | MIN  | PTS  | REB | AST |
| 1983-84   | 28   | Dallas Mavericks | NBA  | 10 | 304 | 33  | 73  | 0   | 2  | 15  | 19 | 6     | 19  | 50   | 6   | 0   | 18  | 18 | 81  | .452 | .000 | .789 | 30.4 | 8.1  | 1.9 | 5.0 |
| 1984-85   | 29   | Dallas Mavericks | NBA  | 4  | 113 | 13  | 26  | 3   | 8  | 12  | 13 | 1     | 8   | 22   | 4   | 1   | 6   | 11 | 41  | .500 | .375 | .923 | 28.3 | 10.3 | 2.0 | 5.5 |
| 1985-86   | 30   | Dallas Mavericks | NBA  | 10 | 163 | 24  | 44  | 10  | 15 | 19  | 24 | 1     | 19  | 23   | 3   | 0   | 15  | 22 | 77  | .545 | .667 | .792 | 16.3 | 7.7  | 1.9 | 2.3 |
| 1986-87   | 31   | Dallas Mavericks | NBA  | 4  | 75  | 13  | 23  | 0   | 2  | 7   | 9  | 2     | 9   | 17   | 0   | 0   | 6   | 4  | 33  | .565 | .000 | .778 | 18.8 | 8.3  | 2.3 | 4.3 |
| 1987-88   | 32   | Dallas Mavericks | NBA  | 17 | 295 | 42  | 70  | 1   | 5  | 24  | 26 | 1     | 20  | 55   | 3   | 5   | 29  | 34 | 109 | .600 | .200 | .923 | 17.4 | 6.4  | 1.2 | 3.2 |
| Total     |      |                  | NBA  | 45 | 950 | 125 | 236 | 14  | 32 | 77  | 91 | 11    | 75  | 167  | 16  | 6   | 74  | 89 | 341 | .530 | .438 | .846 | 21.1 | 7.6  | 1.7 | 3.7 |

## Vida posterior
Davis continuó ligado a los Mavericks tras retirarse, ocupando diferentes puestos dentro del club. En 1993 accedió al banquillo del equipo como entrenador asistente a las órdenes de Dick Motta, puesto que ocupó tres temporadas. Posteriormente fue analista deportivo de la cadena ESPN durante 8 años, y en la actualidad desarrolla ese mismo cometido en la televisión de los Dallas Mavericks.